# Zagorje (gmina Pivka)
Zagorje – wieś w Słowenii, w gminie Pivka. 1 stycznia 2017 liczyła 372 mieszkańców.